# وزارة عاطف صدقي الثالثة
وزارة عاطف صدقي الثالثة هي الوزارة الحادية عشر بعد المائة في تاريخ مصر وتشكلت في 14 أكتوبر 1993. وهي الوزارة التي تشكلت مع بداية الفترة الرئاسية الثالثة للرئيس محمد حسني مبارك.:130:132

## أعضاء الحكومة
| الوزارة                                                                          | الوزير                   |
| -------------------------------------------------------------------------------- | ------------------------ |
| رئيس مجلس الوزراء ووزير التعاون الدولي                                           | عاطف صدقي                |
| نائب رئيس مجلس الوزراء ووزير التخطيط                                             | كمال الجنزوري            |
| نائب رئيس مجلس الوزراء ووزير الزراعة والثروة الحيوانية والسمكية واستصلاح الأراضي | يوسف والي                |
| الدفاع والإنتاج الحربي                                                           | محمد حسين طنطاوي         |
| الداخلية                                                                         | حسن الألفي               |
| الخارجية                                                                         | عمرو موسى                |
| المالية                                                                          | محمد أحمد الرزاز         |
| التأمينات والشئون الاجتماعية                                                     | آمال عثمان               |
| النقل والمواصلات والطيران المدني                                                 | سليمان متولي سليمان      |
| الكهرباء والطاقة                                                                 | محمد ماهر أباظة          |
| قطاع الأعمال العام والدولة للتنمية الإدارية وشئون البيئة                         | عاطف عبيد                |
| التموين والتجارة الداخلية                                                        | محمد جلال أبو الدهب      |
| الأوقاف                                                                          | محمد علي محجوب           |
| العدل                                                                            | فاروق سيف النصر          |
| الثقافة                                                                          | فاروق حسني               |
| شئون مجلس الوزراء والمتابعة                                                      | أحمد رضوان               |
| الإدارة المحلية                                                                  | محمود سيد أحمد شريف      |
| التعليم                                                                          | حسين كامل بهاء الدين     |
| البترول                                                                          | حمدي البنبي              |
| السياحة                                                                          | ممدوح البلتاجي           |
| الاقتصاد والتجارة الخارجية                                                       | محمود محمد بيومي         |
| الأشغال العامة والموارد المائية                                                  | محمد عبد الهادي راضي     |
| الصحة                                                                            | علي عبد الفتاح المخزنجي  |
| شئون مجلسي الشعب والشورى                                                         | محمد زكي أبو عامر        |
| الصناعة والثروة المعدنية                                                         | إبراهيم فوزي عبد الواحد  |
| الإسكان والمرافق                                                                 | محمد صلاح الدين حسب الله |
| الدولة للإنتاج الحربي                                                            | محمد الغمراوي داوود      |
| الدولة للإعلام                                                                   | محمد صفوت الشريف         |
| الدولة لشئون السكان والأسرة                                                      | ماهر مهران               |
| الدولة لشئون مجلسي الشعب والشورى                                                 | كمال الشاذلي             |
| الدولة برئاسة مجلس الوزراء لشئون التعاون الدولي                                  | يوسف بطرس غالي           |
| الدولة للمجتمعات العمرانية الجديدة                                               | محمد إبراهيم سليمان      |
| الدولة للبحث العلمي                                                              | فينيس كامل جودة          |
| الدولة للقوى العاملة والتشغيل                                                    | أحمد العماوي             |

## تعديلات
- في 18 أغسطس 1994 عين أحمد جويلي وزيراً للتموين والتجارة الداخلية، وذلك قبل بسبب تدهور الحالة الصحية لوزير التموين محمد جلال الدين أبو الدهب، والذي توفي بعد هذا التاريخ بفترة قصيرة.